# Prix Suphannahong
Les Prix Suphannahong, en forme longue Prix nationaux du cinéma Suphannahong (thaï : รางวัลภาพยนตร์แห่งชาติ สุพรรณหงส์ ; anglais : Suphannahong National Film Awards) constituent la plus haute distinction du cinéma thaïlandais. Ils sont décernés chaque année par la Fédération nationale des associations cinématographiques (thaï : สมาพันธ์สมาคมภาพยนตร์แห่งชาติ ; anglais : National Federation of Motion Pictures Associations — MPC) et porte le nom de la statuette trophée conçue en forme de figure de proue de la barge royale Suphannahong (th), le Suphannahong d'or (th).

## Historique
Les premiers prix cinématographiques consacrés spécifiquement aux films thaïlandais sont inspirés par l'organisation par la Thaïlande du 23e Festival du film Asie-Pacifique en 1977. L'Association des producteurs de films thaïlandais organise ensuite la première cérémonie des prix Suphannahong d'or (th) en 1979, en utilisant le même style de trophée que celui créé précédemment pour le Festival du film Asie-Pacifique. Les prix Suphannahong d'or sont organisés à sept reprises au total, puis cessent d'exister après 1988, lorsque l'Association des producteurs de films cesse de jouer un rôle prépondérant dans l'industrie cinématographique thaïlandaise.
La Fédération des associations nationales du cinéma (thaï : สมาพันธ์สมาคมภาพยนตร์แห่งชาติ ; anglais : National Federation of Motion Pictures Associations — MPC), qui a repris ce rôle, commence à décerner une nouvelle série de prix, connus sous le nom de Prix nationaux du film, en 1992 (pour les films sortis en 1991). La cérémonie est organisée en association avec le Bureau de promotion du cinéma du Premier ministre et le département des relations publiques du gouvernement, et les premiers prix sont remis par la princesse Maha Chakri Sirindhorn. Elle utilisait le symbole « De la Voie Lactée aux étoiles » (thaï : ทางช้างเผือกสู่ดวงดาว) pour ses trophées. Les prix sont décernés chaque année pendant neuf ans, mais sont suspendus en 2001, car l'industrie cinématographique thaïlandaise a produit peu de films en 2000.
La fédération a pris en charge l'événement et a relancé les prix en 2002. Le trophée Suphannahong a été rétabli, avec un nouveau motif modernisé. Depuis lors, les prix, officiellement connus sous le nom de Prix nationaux du cinéma Suphannahong, sont décernés chaque année.

## Catégories
- Meilleur film (th) (ภาพยนตร์ยอดเยี่ยม) : depuis 1991
- Meilleur réalisateur (th) (ผู้กำกับภาพยนตร์ยอดเยี่ยม) : depuis 1991
- Meilleur acteur (th) (นักแสดงนำชายยอดเยี่ยม) : depuis 1991
- Meilleure actrice (th) (นักแสดงนำหญิงยอดเยี่ยม) : depuis 1991
- Meilleur acteur dans un second rôle (th) (นักแสดงสมทบชายยอดเยี่ยม) : depuis 1991
- Meilleure actrice dans un second rôle (th) (นักแสดงสมทบหญิงยอดเยี่ยม) : depuis 1991
- Meilleur scénario (th) (บทภาพยนตร์ยอดเยี่ยม) : depuis 1991
- Meilleure photographie (th) (กำกับภาพยอดเยี่ยม) : depuis 1991
- Meilleur montage (th) (ลำดับภาพยอดเยี่ยม) : depuis 1991
- Meilleure chanson originale (th) (เพลงนำภาพยนตร์ยอดเยี่ยม) : depuis 1991
- Meilleure musique originale (th) (ดนตรีประกอบยอดเยี่ยม) : depuis 1991
- Meilleurs mixage et enregistrement son (th) (บันทึกและผสมเสียงยอดเยี่ยม) : depuis 1991
- Meilleurs costumes (th) (ออกแบบเครื่องแต่งกายยอดเยี่ยม) : depuis 1991
- Meilleurs maquillages (th) (เทคนิคพิเศษการแต่งหน้ายอดเยี่ยม) : depuis 1991
- Meilleurs décors (th) (ออกแบบงานสร้างยอดเยี่ยม) : depuis 1991
- Meilleurs effets visuels (th) (เทคนิคการสร้างภาพพิเศษยอดเยี่ยม) : depuis 1993
- Meilleur scénario adapté (บทภาพยนตร์ดัดแปลงยอดเยี่ยม) : depuis 1991